# Stefaniola ramosa
Stefaniola ramosa är en tvåvingeart som beskrevs av Möhn 1971. Stefaniola ramosa ingår i släktet Stefaniola och familjen gallmyggor.
Artens utbredningsområde är Irak. Inga underarter finns listade i Catalogue of Life.